# Rafael María Carrasquilla
Rafael María Carrasquilla (Bogotá, 18 de diciembre de 1857-Bogotá, 18 de marzo de 1930) fue un religioso, educador y escritor colombiano.
Carrasquilla permaneció toda su vida en el país salvo para un corto viaje a Lima en marzo de 1925, como orador invitado a la inauguración de un Panteón a los Próceres americanos en celebración del centenario de la Batalla de Ayacucho. Ello resulta más insólito si se observa que, por razones aún ignoradas, Carrasquilla no siguió la carrera usual entonces para los altos jerarcas colombianos: estudiar en el Colegio Pío Latino Americano de Roma y en la Pontificia Universidad Gregoriana, y en los casos más selectos, pasar un año más en la “Solitude” o en el Seminario de San Sulpicio en París (Issy). 

## Formación de Rafael María Carrasquilla
Carrasquilla ingresó en 1881, a sus 24 años, al Seminario Conciliar de Bogotá -dirigido a la sazón por su futuro arzobispo, Bernardo Herrera Restrepo-, fue admitido directamente a los cursos de teología sagrada y en menos de dos años se ordenó sacerdote, el 8 de septiembre de 1883. Y, cosa notable, fue desde 1881 cuando publicó “Sobre el estudio de la filosofía”, artículo que debe ser considerado como el manifiesto del movimiento de “restauración del tomismo” en Colombia. Al año siguiente de su ordenación fue nombrado prefecto del Seminario, y luego Vicerrector entre 1885 y 1886. Comenzó su carrera sacerdotal como párroco rural de Hato Viejo (hoy Villapinzón) y Chía, luego -1887 a 1888- como párroco del barrio bogotano de Egipto y como cura de San Carlos, parroquia de la Catedral, hasta su nombramiento como miembro del capítulo metropolitano en 1890. Bien puede decirse que desde el punto de vista de su carrera eclesiástica, Carrasquilla mantuvo un “bajo perfil” de profesor –de Teología moral, Metafísica, Historia de la Filosofía y Filosofía del Derecho, todo ello en el Seminario conciliar de Bogotá y por 42 años-, salvo cuando durante la presidencia de Don Miguel Antonio Caro desempeñara el Ministerio de Instrucción Pública (1896-1897). Pero entonces, alcanzado por la tormenta política que se desató alrededor del controvertido mandatario, renunció al cargo por obediencia a su prelado, el arzobispo Herrera. Los biógrafos del canónigo han subrayado la prudente sumisión que siempre rindió a sus superiores por sobre toda otra consideración personal, intelectual o política

## Carrasquilla y su lugar en la educación
Por el contrario, en la vida social Carrasquilla fue casi el “decano de la intelectualidad conservadora” y aún más: rector por casi cuarenta años (1891-1930) de la Universidad del Rosario -un colegio universitario al que restauró sus Constituciones coloniales-, desde esta selecta institución, en especial desde su Facultad de Filosofía y Letras, se constituyó en el “maestro de la élite gobernante” incluyendo a no pocos notables liberales. Súmese a ello todo el clero diocesano que en el Seminario pasó durante 42 años por sus cursos de Teología Moral -la rama más estratégica de la teología católica de Contrarreforma-. Fundó la Revista de la Universidad del Rosario en 1905, la cual, bajo el lema neotomista “Nova et Vetera” (Siempre antiguo, siempre nuevo), fue a la vez órgano oficial de la institución y publicación oficiosa de la filosofía neotomista en Colombia. Monseñor ocupó el puesto más emblemático del “capital cultural” en su época: miembro desde 1889 -y desde 1910 presidente vitalicio-, de la Academia Colombiana de la Lengua e individuo correspondiente de la Real Academia Española; fue también cofundador en 1917 de una efímera Academia Nacional de Pedagogía que reunió a los más destacados intelectuales de la educación de entonces, sin distingo político. En noviembre de 1915, en el 25º aniversario de su rectorado, fue nombrado Prelado Doméstico por el Papa Benedicto XV y sus discípulos organizaron el sonado homenaje, publicándolo en la revista oficial de Instrucción Pública del Departamento de Cundinamarca, evidencia de su amplia influencia en la administración pública y en especial en el sistema de educación.
Monseñor se enorgullecía de descender de una familia de próceres de la Independencia y de haber sido nombrado doctor en teología “por privilegio pontificio de León XIII”, y gustaba decir que sus tres únicos títulos de honor eran: pureza tomista, patriotismo republicano e hidalguía hispana. En efecto, su madre, Doña Emilia Ortega, le trasmitió el orgullo de ser descendiente de Don Antonio Nariño, “el precursor de la Independencia”. Y su padre, don Ricardo Carrasquilla (†1886), orador, escritor y pedagogo conservador, había introducido la enseñanza de la filosofía del catalán Jaime Balmes, “precursor del neotomismo”, en su Liceo de la Infancia, donde su hijo cursó los primeros estudios a la par que se nutría de las tertulias literarias de ambiente romántico reunidas alrededor del sonado grupo –santafereño y bipartidista- de El Mosaico.